# A Bolyaiak emlékezete a romániai magyarok körében

A két Bolyai szobra Marosvásárhelyen

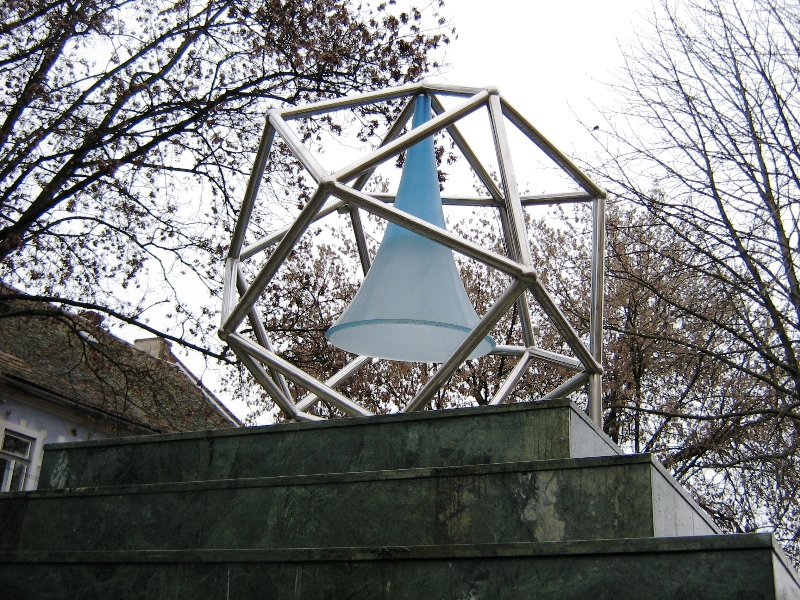
A pszeudoszféra Marosvásárhelyen

Bolyai Farkas és fia, Bolyai János emlékének és tudományos hagyatékának ápolása már Eötvös József kezdeményezésére a marosvásárhelyi református kollégiumban megkezdődött, s a könyvtárban, ahol a Bolyaiak kéziratait őrizték, emlékmúzeumot szerveztek; gazdag anyagával ez ma a Teleki-Bolyai Könyvtár Bolyai-emlékszobájában van elhelyezve. 1902-ben, Bolyai János születése centenáriumán, iskolája s a kolozsvári tudományegyetem megemlékezett a nagy matematikusról, szülőházát Kolozsvárt megjelölték, s díjat alapítottak, melyet elsőként Poincaré francia matematikusnak ítéltek oda. 1909-ben a kolozsvári szabadgondolkodó ifjúság Lukács Hugónak, Ady Endre orvosának kezdeményezésére Bolyai Kör címen alakította meg egyesületét, s ezt kiáltványban így okolta meg: „Bolyai nevét írjuk lobogónkra, amely névhez évezredes sarkalatos igazságnak gondolt tétel megdöntése fűződik.” 1911-ben az apát és fiút kihantolták s egymás mellé helyezték a marosvásárhelyi református temetőben.
Ady költői látomása után ("Megnyíltak lángolón előttünk/ A Bolyai- s Csere-sírok") a Bolyaiak irodalmi hősökként is bevonultak a köztudatba. Tabéry Géza Kolozsvári bál (Nagyszalonta, 1923) c. regényrészlete, a belőle alkotott s Kolozsvárt bemutatott színdarab, majd a teljes regény (Szarvasbika Budapest, 1925, 1944, újabb kiadás Bukarest 1969 és a Tanulók Könyvtárában, Kolozsvár, 1979) az öreg s az ifjú Bolyai ütközését a mélylélektan segítségével nagyítja fel s magyarázza, széles irodalmi vitát váltva ki, melynek során Berde Mária, Ligeti Ernő, Paál Árpád, Makkai Sándor, Reményik Sándor, Spectator (Krenner Miklós) és mások az írói képzelőerőt s a Bolyaiak valóságos történetét hasonlították össze.
1944-ben Kolozsvárt jelent meg Dávid Lajos debreceni, majd kolozsvári egyetemi tanár Bolyai-geometria az Appendix alapján c. szakmunkája.
A két Bolyai kultusza 1944 után vált a romániai művelődés sajátos vonásává. 1945. június 1-jén a kolozsvári magyar egyetem Bolyai Tudományegyetem néven illeszkedett be a demokratikus Románia tanügyi hálózatába, áthozva a nevet a román egyetemmel való egyesítéskor (1959) a Babeş-Bolyai Egyetem címébe is. 1946 őszén Kolozsvárt megnyílt a Bolyai Szabadegyetem, azzal a céllal, hogy a munkásság soraiból neveljen új értelmiséget. 1947-ben az egyetem kiadásában jelent meg Kristóf György A két Bolyai alakja szépirodalmunkban c. tanulmánya.
1952-ben Bolyai János születésének 150. évfordulóját országszerte megünnepelték. A róla elnevezett egyetem gondozásában, Bányai László rektor előszavával, emlékkönyv jelent meg (Bolyai János élete és művei), amely Tóth Imre fordításában közli az 1832-es Appendix teljes szövegét. Magyar és román történészek, matematikusok, filozófusok, társadalomkutatók (Cselényi Béla, Gergely Jenő, A. Myller, G. Vrânceanu, Gáll Ernő) tanulmányai mellett szerepel V. F. Kagan szovjet tudós értekezése a nemeuklideszi geometria felépítéséről Lobacsevszkijnél, Gaussnál és Bolyainál. Az évforduló alkalmából az RNK Akadémiája kétnyelvű emléktáblát helyezett el a régi mellé Bolyai János kolozsvári szülőházán, a Bolyai utcában. Az évforduló felhívta a figyelmet a Marosvásárhelyen őrzött Bolyai-kéziratokra, ezekből Benkő Samu, Szarvadi Tibor és Tordai Zádor, s Bolyai-levelekre, melyekből Jakó Zsigmond közölt szemelvényeket az emlékkönyvben. Az akadémia Kolozsvári Történettudományi Intézete Abafáy Gusztáv és Benkő Samu tudományos kutatókat bízta meg a több mint tízezer lapból álló hagyaték rendszerezésével és feldolgozásával; évekig tartó munkájukról a filozófiai szaksajtóban számoltak be, közrebocsátva néhány eredeti kéziratot (Din manuscrisele inedite ale lui Bolyai János, Cercetări filozofice 1956/6).
Bolyai Farkas halála centenáriumán Marosvásárhelyen újabb ünnepségek zajlottak le. Az Antalffy Endre előszavával megjelent emlékkönyv a Magyar Autonóm Tartomány Néptanácsa Végrehajtó Bizottságának kiadásában Bugyi Pál néptanácsi elnök ünnepi beszédét, Farczády Elek, Gergely Jenő, Pálffy Antal, Kozma Béla és Molter Károly ünnepi előadásait s a Bolyai Farkas Középiskola dísztermében 1956. november 16-18-án rendezett ünnepségek műsorát tartalmazza (Emlékkönyv Bolyai Farkas halálának 100. évfordulója alkalmából, Marosvásárhely. 1957). A Bolyaiak nevét viselő téren, szemben az akkor Bolyai Farkasról elnevezett négy évszázados múltú líceummal, 1957 őszén leleplezték Csorvássy István és Izsák Márton művészi alkotását: a két Bolyai szobrát.
Bolyai János halálának 100. évfordulóján a Korunk Bolyai-különszámot adott ki (1960/1), melyben Tóth Imre a nemeuklideszi geometria filozófiai jelentőségét méltatta, Weiszmann Endre pedig "A tér abszolút igaz tudománya" és a szovjet kozmikus kutatás c. tanulmányában a korszerű űrkutatásig vezette el Bolyai úttörő gondolatmenetét. Az évforduló alkalmából Abafáy Gusztáv Bolyai János nézeteit ismertette a nyelvről és gondolkodásról, az esztétikáról és művészetről (NyIrK 1960/1), Benkő Samu pedig rámutatott a nyelv és matematika összefüggéseire Bolyai János életművében (Korunk 1960/10). Teljes képet a "vallomásíró" Bolyai János feljegyzéseiből kibontakozó, soha ki nem adott művekről (Tan, Üdvtan és más kísérletek) Benkő Samunak 1968-ban az Irodalmi Könyvkiadónál megjelent Bolyai János vallomásai c. alapvető műve nyújtott (1972-ben a Kriterion Könyvkiadónál 2. kiadás, később az Apa és fiú c. tanulmánykötetben, Budapest 1978).
A kolozsvári magyar egyetemi színjátszók előadásában 1965-ben került színre Bolyai Farkas A párisi per c. ötfelvonásos drámája, elégtételt szolgáltatva az 1814-es Döbrentei-féle kolozsvári drámapályázat elfelejtett résztvevőjének. 1970 tavaszán Németh László A két Bolyai c. drámája járta be az országot a marosvásárhelyi színház bemutatásában: az apát Lohinszky Loránd érdemes művész, a fiút Ferenczy István alakította.
Gondolatiságában és a magatartás példájaként Bolyai János alakja új irodalmunkban is feltűnt. Székely János szonettkoszorúja (Bolyai hagyatéka, 1955) az önmagát pusztítva is új világot építő szellemi hősiesség erkölcsi képletét állítja az új nemzedék elé. Kocsis István Bolyai János estéje c. monodrámája (1970) szerint az apjával és Gauss-szal vitatkozó főhős önmagát marcangolva dönt a legnehezebb mellett: látványosság helyett a tudományos felelősséget, az emberből való élés helyett az emberért való élés erkölcsét választva. A monodrámát Szatmárról Zsoldos Árpád, Temesvárról Fábián Ferenc, Marosvásárhelyről Ferenczy István, Nagyváradról Varga Vilmos művészi játéka vitte országos körútra, közönségsikert aratva mind a négy rendezői változatban; Székelykeresztúron Illyés Ferenc tanár is bemutatta. A monodráma magyarországi színpadokon is szerepelt. Magatartáshős Szilágyi Domokos versének Bolyaija is (Bolyai János Vásárhelyütt), hasonlóképpen a Saszet Gézáé, aki Bizonyság c. kötetében (Kolozsvár, 1972) Párhuzamosok c. költeményét fűzi "Bolyai ismeretlen arcképéhez". A törpe környezettel szemben magát a mindenséggel azonosító Bolyai Jánost jeleníti meg Pethő László Visszaszámolás c. versében (Korunk, 1973/2). A Mandics íróházaspár "szerepjátszó kísérlet"-ként apokrif verseskönyvbe foglalta Bolyai János életét és a Tan gondolatait (Bolyai János jegyzeteiből. 1979).
A képzőművészetet is foglalkoztatja a Bolyaiak alakja. Csorvássy és Izsák említett térszobra után Kós András három szobra Bolyai Jánosról (1964-65) Benkő Samu szerint olyan vonásokat idéz fel, mint "amilyenekkel ő rajzolta képzeletében" a matematikus-filozófus képét (Bolyai János arca, Korunk, 1965/7-8). Megemlítendő M. Makkai Piroska "A két Bolyai" c. grafikai sorozata, Vetró Artúr Bolyai Jánosról készített mellszobra (képét A Hét 1978-as évkönyve közölte).
A nemeuklideszi geometria születésének másfél százados évfordulója – Bolyai János 1823. november 3-án Temesvárról keltezett híres levele apjához, melyben kijelenti, hogy "a semmiből egy új, más világot teremtettem" – alkalmat adott a Bolyaiak emlékezetének felelevenítésére. A temesvári Állami Magyar Színház Irodalmi Színpada a Magyar Nemzetiségű Dolgozók Temes, ill. Arad megyei Tanácsaival karöltve emlékműsort rendezett: Toró Tibor a levél tudománytörténeti jelentőségét méltatta, Salló Ervin a Bolyai-kultusz temesvári magvetőiről beszélt, Abafáy Gusztáv Bolyai-kutatásairól számolt be, Benkő Samu a nagy matematikus előrelátó társadalmi felfogásáról értekezett, Sinka Károly és Rajhona Ádám oratóriumszerűen szólaltatta meg Németh László Bolyai-drámájának egy részletét, s más színművészek Bolyairól szóló verseket adtak elő, így Székely János és Szilágyi Domokos emlékverseit. Az ünnepély műsorfüzete az előadók anyagán kívül Beke György A Bolyai-jelkép c. írását s Pongrácz P. Mária Bolyai temesvári dédunokája c. riportját is tartalmazza (a Bolyai-leszármazott Ciugudean Ibolyáról). A kezdeményezés folytatásaként kiadták Neumann Mária, Salló Ervin és Toró Tibor tanulmányait is Bolyai János geometriájáról (A semmiből egy új világot teremtettem... Temesvár, 1974).
1975-ben Benkő András A Bolyaiak zeneelmélete c. munkája a két Bolyai gondolatvilágának kevésbé ismert területét világította meg. 1979-ben Bolyai János jel- és közléstana címmel Balogh G. Attila egy szemiotikai előadásának részletét közölte a TETT.

## További irodalom
- Farczády Elek: A Bolyai-kultusz története és a marosvásárhelyi Bolyai-múzeum. Korunk 1960/1.
- Abafáy Gusztáv: Bolyai Farkas Shakespeare csillagzata alatt. Korunk 1964/7.
- Engel Károly: A kolozsvári Bolyai Kör tevékenysége. Korunk 1967/12.
- Deé Nagy Anikó: A két Bolyai könyvtára. Alcíme: A Teleki-Bolyai Könyvtárban őrzött Bolyai-könyvhagyaték. Könyvtári Szemle 1968/1.
- Toró Tibor: "A semmiből egy új, más világot teremtettem." A Hét 1973/46.
- Berde Károly: Volt-e B. J.-nak syphilise? Orvostörténeti Közlemények, Budapest, 1973. 131-42.
- Tonk Sándor: B. F. öröksége. Korunk 1975/1-2.
- Vofkori József: Bolyai-művek a székelyudvarhelyi dokumentációs könyvtárban. Művelődés 1975/2.
- Vofkori József: Orvosi kifejezések B. J. írásaiban. Korunk 1977/1-2.
- Cseke Vilmos: Új hazai eredmények a Bolyai-kutatásban. Korunk 1975/7.
- Gáll Ernő: Az utópikus tudat és erdélyi változatai. A Pandora visszatérése c. kötetben, 1979. 51-75.
- Kolumbán József: A Bolyai-kultusz kialakulása, Természet Világa, I. rész: 2011. július, 297–299. II. rész: 2011. augusztus. 348–351.
- Oláh-Gál Róbert:Bolyai János képzeletbeli számvetése életéről, hiteles feljegyzések alapján, Forrás, 44. évf. 2012/1. Online hozzáférés Archiválva 2015. szeptember 24-i dátummal a Wayback Machine-ben
- Bodola Gyöngyi: Egy könyvritkaság a helyére került, Népújság, 2013. december 13. Online hozzáférés